# Rio Open
Rio Open, також Rio Open presented by Claro за назвою спонсора — міжнародний щорічний чоловічий професійний тенісний турнір, який проводиться в Jockey Club Brasileiro в Ріо-де-Жанейро, Бразилія. Турнір є частиною Туру ATP в категорії ATP 500 — єдиний турнір цієї категорії в Південній Америці, матчі відбуваються на відкритих ґрунтових кортах у лютому. Заснований 2014 року як змішаний чоловічий і жіночий турнір, з 2017 року відбувається тільки чоловічий турнір, жіночий був замінений у сітці туру WTA на Hungarian Ladies Open. Це єдиний турнір ATP Tour 500 в Південній Америці і єдиний турнір ATP Tour в Бразилії (з 2020 року).

## Фінали

### Чоловіки, одиночний розряд
| Рік             | Чемпіон                               | Фіналіст                              | Рахунок                               |                                       |
| --------------- | ------------------------------------- | ------------------------------------- | ------------------------------------- | ------------------------------------- |
| ↓ Тур ATP 500 ↓ |                                       |                                       |                                       |                                       |
| 2014            | Рафаель Надаль                        | Олександр Долгополов                  | 6–3, 7–6(7–3)                         |                                       |
| 2015            | Давид Феррер                          | Фабіо Фоніні                          | 6–2, 6–3                              |                                       |
| 2016            | Пабло Куевас                          | Гідо Пелья                            | 6–4, 6–7(5–7), 6–4                    |                                       |
| 2017            | Домінік Тім                           | Пабло Карреньо Буста                  | 7–5, 6–4                              |                                       |
| 2018            | Дієго Шварцман                        | Фернандо Вердаско                     | 6–2, 6–3                              |                                       |
| 2019            | Ласло Дьєр                            | Фелікс Оже-Аліассім                   | 6–3, 7–5                              |                                       |
| 2020            | Крістіан Гарін                        | Джанлука Маґер                        | 7–6(7–3), 7–5                         |                                       |
| 2021            | Не проводився через Пандемію COVID-19 | Не проводився через Пандемію COVID-19 | Не проводився через Пандемію COVID-19 | Не проводився через Пандемію COVID-19 |
| 2022            | Карлос Алькарас                       | Дієго Шварцман                        | 6–4, 6–2                              |                                       |
| 2023            | Кемерон Норрі                         | Карлос Алькарас                       | 5–7, 6–4, 7–5                         |                                       |
| 2024            | Себастьян Баес                        | Mariano Navone                        | 6–2, 6–1                              |                                       |
| 2025            | Себастьян Баес                        | Александр Мюллер                      | 6–2, 6–3                              |                                       |

### Чоловіки, парний розряд
| Рік             | Чемпіони                                  | Фіналісти                             | Рахунок                               |                                       |
| --------------- | ----------------------------------------- | ------------------------------------- | ------------------------------------- | ------------------------------------- |
| ↓ Тур ATP 500 ↓ |                                           |                                       |                                       |                                       |
| 2014            | Хуан Себастьян Кабаль Роберт Фара         | Давід Марреро Марсело Мело            | 6–4, 6–2                              |                                       |
| 2015            | Мартін Кліжан Філіпп Освальд              | Пабло Андухар Олівер Марах            | 7–6(7–3), 6–4                         |                                       |
| 2016            | Хуан Себастьян Кабаль (2) Роберт Фара (2) | Пабло Карреньо Буста Давід Марреро    | 7–6(7–5), 6–1                         |                                       |
| 2017            | Пабло Карреньо Буста Пабло Куевас         | Хуан Себастьян Кабаль Роберт Фара     | 6–4, 5–7, [10–8]                      |                                       |
| 2018            | Давід Марреро Фернандо Вердаско           | Нікола Мектич Александер Пея          | 5–7, 7–5, [10–8]                      |                                       |
| 2019            | Максімо Гонсалес Ніколас Джаррі           | Томас Беллуччі Рожеріу Дутра Сілва    | 6–7(3–7), 6–3, [10–7]                 |                                       |
| 2020            | Марсель Гранольєрс Орасіо Себальйос       | Сальваторе Карузо Федеріко Гайо       | 6–4, 5–7, [10–7]                      |                                       |
| 2021            | Не проводився через Пандемію COVID-19     | Не проводився через Пандемію COVID-19 | Не проводився через Пандемію COVID-19 | Не проводився через Пандемію COVID-19 |
| 2022            | Сімоне Болеллі Фабіо Фоніні               | Джеймі Маррей Бруно Соарес            | 7–5, 6–7(2–7), [10–6]                 |                                       |
| 2023            | Максімо Гонсалес (2) Андрес Мольтені      | Хуан Себастьян Кабаль Марсело Мело    | 6–1, 7–6(7–3)                         |                                       |
| 2024            | Ніколас Баррієнтос Рафаель Матос          | Александер Ерлер Лукас Мідлер         | 6–4, 6–3                              |                                       |
| 2025            | Рафаель Матос Марсело Мело                | Педро Мартінес Хауме Мунар            | 6–2, 7–5                              |                                       |

### Жінки, одиночний розряд
| Рік  | Чемпіонка          | Фіналістка             | Рахунок       |
| ---- | ------------------ | ---------------------- | ------------- |
| 2014 | Нара Курумі        | Клара Коукалова        | 6–1, 4–6, 6–1 |
| 2015 | Сара Еррані        | Анна Кароліна Шмідлова | 7–6(7–2), 6–1 |
| 2016 | Франческа Ск'явоне | Шелбі Роджерс          | 2–6, 6–2, 6–2 |

### Жінки, парний розряд
| Рік  | Чемпіонки                              | Фіналістки                       | Рахунок       |
| ---- | -------------------------------------- | -------------------------------- | ------------- |
| 2014 | Ірина-Камелія Бегу Марія Ірігоєн       | Юганна Ларссон Шанелль Схеперс   | 6–2, 6–0      |
| 2015 | Їсалін Бонавентюре Ребекка Петерсон    | Ірина-Камелія Бегу Марія Ірігоєн | 3–0, ret.     |
| 2016 | Вероніка Сепеде Ройг Марія Ірігоєн (2) | Тара Мур Конні Перрен            | 6–1, 7–6(7–5) |

## Зовнішні посилання
- Офіційний сайт
- Турнір на сайті ATP